# Смирнова, Светлана Станиславовна
Светлана Станиславовна Смирнова (род. 25 апреля 1956, пос. Юдино, Татарской АССР, РСФСР, СССР) — советская и российская актриса театра и кино. Народная артистка Российской Федерации (2005).

## Биография
Родилась 25 апреля 1956 года в пос. Юдино, Татарская АССР.
По окончании в 1977 году Ленинградского государственного института театра, музыки и кинематографии (обучалась на курсе Зиновия Яковлевича Корогодского) работала в ТЮЗе имени А. А. Брянцева, где играла в спектаклях «Бемби», «Комедия ошибок», «Открытый урок» и других. В 1981—1982 годах играла сразу в двух театрах — Студии киноактёра на Ленфильме и Театре-студии «Время».
В 1983—1986 годах — актриса Театра имени Ленсовета. С 1992 года артистка классик-центра «Салон-театр „Санкт-Петербург“». В том же году перешла в труппу Театра имени А. С. Пушкина, где и работает по настоящее время.

## Личная жизнь
Первый муж — актёр Сергей Кушаков; с ним познакомилась ещё в студенчестве. Расстались после почти 20 лет совместной жизни.
- Дочь — Светлана Кушакова
  - Внучка — Вероника Лебединская (дочь музыканта Алексея Лебединского)

Второй муж — актёр Владимир Миронов.

## Награды
- Заслуженная артистка Российской Федерации (1993)[3]
- Премия Кинотавра (2000) в номинации «Лучшая женская роль» в фильме «Четырнадцать цветов радуги»
- Народная артистка Российской Федерации (2005)[4]
- Премия «Золотой подсвечник» за дубляж фильма «Бойцовский клуб»
- Орден Дружбы (2020)[5]

## Театральные работы
- Соня — З. Гиппиус, Д. Мережковский, Д. Философов «Маков цвет» (1993, реж. Ю. Николаев);
- Беатриче — Луиджи Пиранделло «Колпак с бубенчиками» (1994, реж. Владимир Воробьёв);
- Княжна Вера — «Monsieur Жорж» (1994, реж. А. Праудин);
- Иолан — Ф. Мольнар «Чёрт» (1995, реж. В. Петров);
- Наталья Дмитриевна Горич — А. С. Грибоедов «Горе от ума» (1996, реж. А. Праудин);
- Сири фон Эссен — А. Стринберг «Кто сильнее?» (1997, реж. Александр Нордштрем);
- Мисс Эрлин, мать леди Уиндермир — О. Уайльд «Веер леди Уиндермир» (1998, реж. А. Белинский);
- Марина Мнишек — А. С. Пушкин «Борис Годунов» (1999, реж. А. Сагальчик);
- Суфлёрша-наркоманка — Керстин Шпехт «Снежные королевы» (монодрама; 1999, реж. А. Могучий);
- Анна Андреевна — Н. В. Гоголь «Ревизор» (2002, реж. В. Фокин);
- Горничная — Р. Куни «Тринадцатый номер» (2003, реж. В. Голуб);
- Баронесса Штраль — М. Ю. Лермонтов «Маскарад» (2003, реж. Игорь Селин);
- Анна Петровна — Андрей Белый «Петербург» (2005, реж. А. Могучий);
- Баба вообще — Н. В. Гоголь «Иваны» (2007, реж. А. Могучий);
- Марфуша — В. Леванов «Ксения. История любви» (2009, реж. В. Фокин);
- Мария Васильевна Войницкая — А. П. Чехов «Дядя Ваня» (2009, реж. Андрей Щербан);
- Бабушка Тильтиля и Митиль — А. Могучий, К. Филиппов «Счастье» (2011, реж. Андрей Могучий).

## Фильмография
1. 1975 — Чужие письма — Зина Бегункова
2. 1977 — Кольца Альманзора — принцесса Алели
3. 1978 — Дом строится — Лиля
4. 1979 — Стакан воды — Абигайль Черчилль
5. 1979 — Соловей — Мария
6. 1979 — Впервые замужем — Тамарочка Болотникова, дочь Антонины
7. 1980 — Три года — Юлия Белавина, жена Алексея Лаптева
8. 1980 — Соло (короткометражный) — беременная женщина в бане
9. 1981 — Два голоса — Роза
10. 1982 — С тех пор, как мы вместе — Надя Чистякова
11. 1982 — Самая длинная соломинка — Вероника
12. 1983 — Графоман — дочь, студентка-заочница, влюблена в женатого мужчину Дениса
13. 1983 — Не хочу быть несчастливым — Дочь
14. 1984 — Букет мимозы и другие цветы — Неля
15. 1986 — Тихое следствие — жена Юханова
16. 1986 — Прорыв — строительница метростроя
17. 1986 — Приключения Шерлока Холмса и доктора Ватсона: Двадцатый век начинается — мисс Вайолет Уэстбери
18. 1986 — Письма мёртвого человека — Тереза
19. 1986 — Люби меня, как я тебя — Ксения, вокал — Елена Камбурова
20. 1986 — Комендант Пушкин — Анна Воробьёва
21. 1986 — Двое на острове слёз — Василина
22. 1986—1988 — Жизнь Клима Самгина — Варвара Самгина
23. 1988 — Узник замка Иф — Эрмина Данглар
24. 1988 — Кошкодав Сильвер — мать
25. 1988 — Дама с попугаем — Елена Ивановна Степанцова, учительница музыки и мать Лёшки
26. 1989 — Руанская дева по прозвищу Пышка — монахиня
27. 1989 — Высокая кровь | Высокая кроў (СССР, Польша) — Марина
28. 1990 — Царская охота (СССР, Италия, Чехословакия) — Екатерина Дашкова
29. 1990 — Теплая мозаика ретро и чуть-чуть
30. 1990 — Сломанный свет — Юлька, актриса
31. 1990 — Псалом (фильм) (короткометражный) — Вера Ивановна
32. 1990 — Повесть непогашенной луны — эпизод, (нет в титрах)
33. 1990 — Новая Шахерезада — Валентина
34. 1990 — Дамский портной — Полина, беженка с сыном Алёшей
35. 1991 — Австрийское поле — эпизод
36. 1991 — Ржавчина — Зина
37. 1991 — Носорог — мадам Беф
38. 1992 — Трава и вода (короткометражный) — мать Иванова
39. 1992 — Зал ожидания (короткометражный)
40. 1993 — Лабиринт любви
41. 1994 — Колесо любви — эпизод
42. 1995 — Роберт и Клара (Франция)
43. 1998 — Улицы разбитых фонарей (25-я серия «Моль бледная») — Лариса Васильевна Сердобольская, работница службы «секс по телефону»
44. 2000 — Четырнадцать цветов радуги — Алиса, проститутка-наркоманка, бывшая актриса
45. 2000 — Воспоминания о Шерлоке Холмсе — мисс Вайолет Уэстбери
46. 2001 — По имени Барон — Магда, жена Сергея
47. 2003 — Русский ковчег — эпизод
48. 2004 — Честь имею!.. — Зинаида Сергеевна, мать Грызуна
49. 2004 — Мангуст-2 — Ираида Карповна
50. 2005 — Ревизор — Анна Андреевна
51. 2007 — Преступление и наказание — Катерина Ивановна, жена Мармеладова
52. 2010 — Последняя встреча — Лара, соседка Шилова
53. 2011 — Бедуин — врач-гинеколог
54. 2011 — Чистая проба — Анастасия Андреевна, мать Андрея
55. 2011 — Формат А-4 — тётя Валя, тётка Аллы
56. 2011 — Любовь и разлука — Ольга Павловна
57. 2011 — Катерина-3. Семья — Элеонора Марковна Завацкая, домработница
58. 2011 — Встречное течение — Людмила Сергеевна, мать Гарика
59. 2012 — Виктория — Наталья Евгеньевна, мать Виктории
60. 2012 — Подземный переход — Нина Ефимовна, мать Даши
61. 2012 — Хвост — Марина
62. 2013 — Потерянный дом (короткометражный) — незрячая
63. 2013 — Хуторянин — «Манька-паспортистка», бомжиха
64. 2013 — Майор полиции — Антонина Петровна Барышникова, соседка Симоненко
65. 2014 — Письма на стекле — Марта, бабушка Алины.
66. 2015 — Непридуманная жизнь — домработница Екатерины, Шура

### Озвучивание кино
1. 1989 — Спрут-4 | La Piovra 4 (Австрия, Германия, Италия, Франция) — все женские роли (озвучивание ТРК «Петербург»)
2. 1995 — Шоугёлз | Showgirls (США, Франция)
3. 1997 — Самолёт президента | Air Force One (США, Германия)
4. 1999 — Бойцовский клуб (фильм) | Fight Club (США, Германия) — Марла Сингер, роль Хелены Бонем Картер
5. 2001 — Соблазн (фильм, 2001) | Original Sin (США, Франция) — Джулия Расселл / Бонни Кастл, роль Анджелины Джоли
6. 2001 — Белоснежка и семь гномов| Snow White and the Seven Dwarfs (мультфильм, США, 1937) — злая королева